# アカカベ
株式会社アカカベは、大阪府大東市に本社を置き、ドラッグストアおよび調剤薬局の運営を主力事業として展開する企業、大阪府内に約100店舗を展開している。ドラッグストアの店舗名は「ドラッグアカカベ」、調剤薬局の店舗名は「アカカベ薬局」。コーポレートカラーは赤。
大阪北東部を中心に、半径約15キロのエリアに店舗を集中させるドミナント戦略で店舗を展開。歩いて行ける距離に店舗があることで、地域の暮らし、健康、医療を支える企業として地域のお客様から信頼を集める。2020年より大阪市内への出店を強化し、繁華街立地、インバウンド立地の店舗を多数出店。2023年には大阪府内100店舗を達成した。
メイン事業の他に高齢者向け配食事業「ニコニコキッチン」、女性専用フィットネス「カーブス」のフランチャイズ運営を展開。運動や食事に関する事業を通して、地域の健康予防促進に貢献している。また企業主導型保育園「かがやき保育園」を大阪市、四條畷市で3園運営するなど、多様な関連事業を展開している。
2024年1月10日に創業70周年を迎え、70周年に合わせて企業理念を再策定した。
また、経済産業省によって2018年度、2019年度の健康経営優良法人（ホワイト500）に、2020年度、2022年度、2023年度の健康経営優良法人に認定されている。

## 沿革
- 1954年 - 大阪市城東区放出に「赤壁薬店」創業
- 1955年 - 「赤壁薬品株式会社」に組織変更
- 1968年 - 「株式会社アカカベ」を設立
- 1975年 - 四條畷市に調剤薬局「赤壁調剤センター」開設。
- 1996年 - ドラッグストア1号店となる「長尾元町店」を枚方市に開店。（ドミナント展開スタート）
- 2003年 - 「アカカベ物流センター」を大東市に開設
- 2004年 -  業界初となる「第1回ヘルス＆ビューティフェア」を開催
- 2005年 -  女性専用フィットネスクラブ「Curves」のフランチャイズ運営をスタート
- 2009年 -  老人ホームと連携した在宅医療に参画
- 2010年 -  高齢者向け配食サービス「ニコニコキッチン」のフランチャイズ運営をスタート
- 2012年 -  「第1回健康いきいきウォーキング」を開催
- 2013年 -  50店舗突破
- 2014年 -  創業60周年記念式典を開催 社長交代発表、代表取締役会長に皆川友夫、代表取締役社長に皆川友範が就き新体制となる
- 2015年 -  外商事業スタート
- 2016年 -  調剤薬局併設ヘルスケアローソンをオープン（全国初となる、コンビニ、調剤薬局、介護相談一体型の店舗）
- 2017年 -  グループ会社「株式会社ツナガリキャリア」設立、人材紹介派遣業をスタート
- 2018年 -  ドラッグストアとしては初となる「健康経営優良法人 2018」 大規模法人部門でホワイト500 に認定
- 2018年 -  大東市と包括連携協定を締結
- 2018年 -  大東市公民連携まちづくり事業株式会社 （現・株式会社コーミン）に出資
- 2018年 -  大阪府と「災害時における物資供給及び 防災活動への協力に関する協定」を締結
- 2018年 -  企業主導型保育園「かがやき保育園」を開園
- 2018年 -  EC事業スタート
- 2019年 -  交野市と「災害時における生活物資の供給等に関する協定」を締結
- 2019年 -  大阪府と「大阪府民の健康づくり等の推進に係る 連携・協力に関する協定書」を締結
- 2020年 -  持株会社アカカベホールディングスを設立
- 2020年 -  店舗 VI（ビジュアルアイデンティティ）リニューアル
- 2020年 -  ベトナムに「RAINBOWLINKS VIETNAM」を設立
- 2020年 -  新型コロナ関連の寄贈（マスク70万枚、移動型診療所「モバイルクリニック」を大阪府に）
- 2021年 -「“OSAKA 子どもの夢 ” 応援事業 ギネス世界記録に挑戦」に協賛
- 2021年 - ドライブスルーによる処方せん受付に 初めて対応
- 2021年 -  門真市と「子どもを真ん中においた施策 推進に係る事業連携・協力に関する協定」を締結
- 2022年 -  日本赤十字社 「ウクライナ人道危機救援金」への寄付を実施し 日本赤十字社より金色有功章を受章
- 2022年 -  大阪・関西万博「TEAM EXPO 2025」の 共創パートナーに登録 （ドラッグストアとしては初）
- 2022年 -「株式会社グディーズライフ」を設立
- 2022年 -  大阪府と「包括連携協定」を締結
- 2023年 - 「デジタルヘルスファンド大阪」へ出資
- 2023年 -  カンボジアに「RAINBOWLINKS CAMBODIA」 を設立
- 2023年 -  大阪・関西万博「大阪ヘルスケアパビリオン」に協賛
- 2023年 -  100店舗突破
- 2024年 -  創業70周年を迎える。70周年記念事業として大阪府下のすべての小学校へ救急バッグを寄贈（総数約1045校）、大阪府内全域の子どもを支援する機関へ車両、AV機器等を寄贈
- 2024年 -  株式会社ケアーズと資本業務提携（8月23日付）
- 2025年 - 株式会社ユニカムドラッグと経営統合（3月2日）
- 2025年 - 株式会社おか と経営統合（4月1日）
- 2025年 - 120店舗突破（グループ会社含）
- 2025年 - 大阪・関西万博（4月13日～10月13日）会場内にドラッグストア2店舗を出店（アカカベ大阪ヘルスケアパビリオン店、アカカベ風の広場店）会場内で医薬品を扱う唯一の店舗として来場者の健康を支える

## 店舗
大阪府内に店舗展開
現行店舗については店舗検索を参照。

### かつて存在した店舗

#### 大阪府
- 阪奈店（2015年閉店）
- 昭栄町店（2015年8月30日閉店）
- 平野北店（2019年1月30日閉店）
- 北山店（2019年閉店）

#### 和歌山県
- 岩出店

## スペシャルサポーター
- からし蓮根 - 吉本興業のお笑いコンビ。メンバーの伊織が皆川友範と同じマンションに住んでおり、彼の息子を偶然保護したことが縁で就任した[3]。